# Bergrettungsfahrzeug
Bergrettungsfahrzeuge sind Fahrzeuge des Bergrettungsdienstes. Sie werden für den Transport von Bergrettern und von Patienten benutzt. Neben Allrad-Pkw oder Lkw sind ATVs (Quad) und Motorschlitten im Einsatz.

## Aufgaben

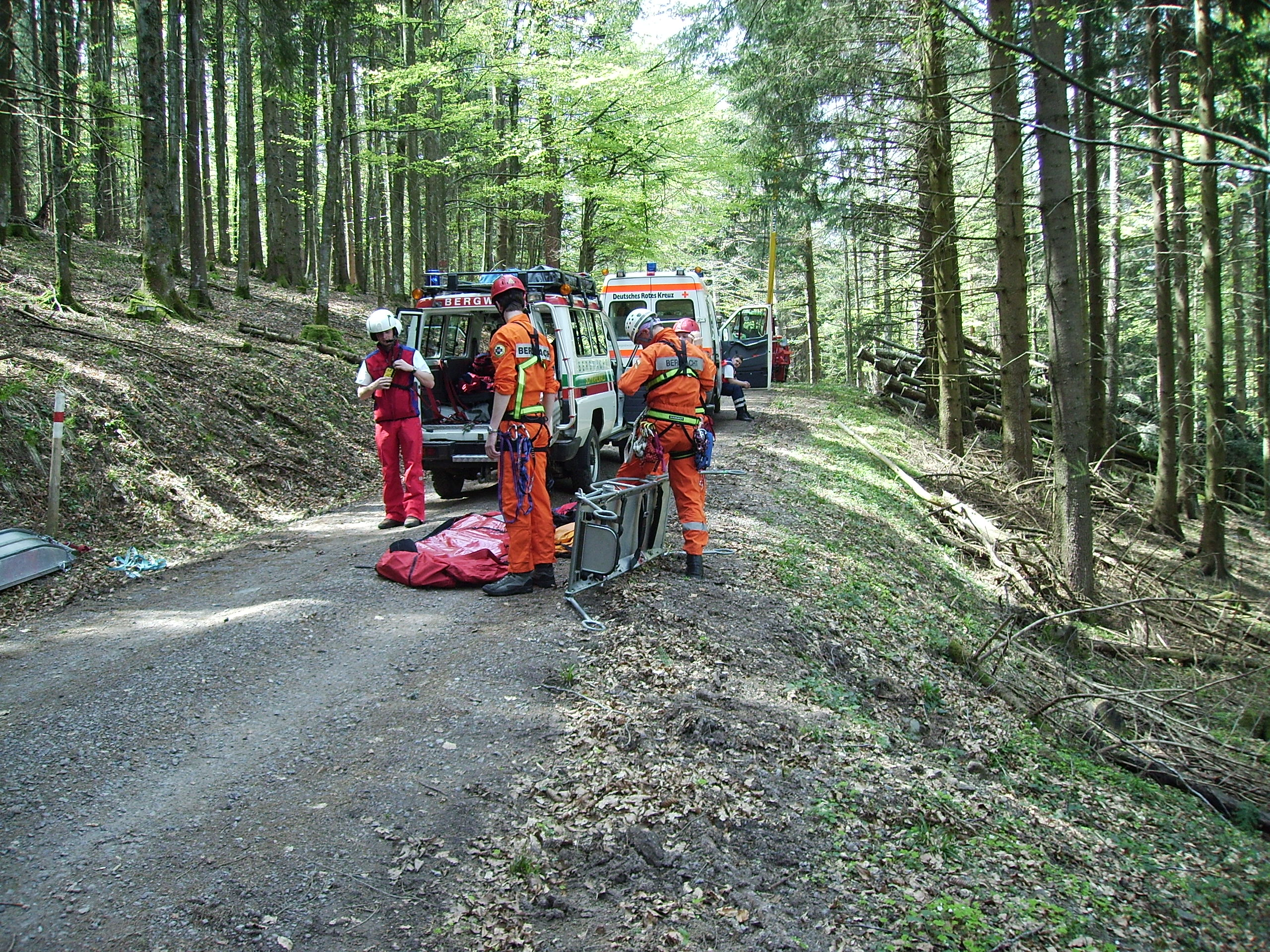
Bergwachteinsatz

Aufgaben eines Bergrettungsfahrzeugs sind:
- Transport von Bergrettungspersonal und Ausrüstung an den Notfallort
- Transport von Patienten und Material in unwegsamem Gelände
- Notarztzubringer in unwegsamem Gelände

## Verwendung und Einsatz
Bergrettungsfahrzeuge werden von der Bergwacht oder anderen Bergrettungsdiensten für deren Aufgaben verwendet. Bei Bergrettungseinsätzen fahren die Einsatzmannschaften damit zum Notfallort. Nach Rettung und medizinischer Versorgung der Patienten können diese in unwegsamem Gelände transportiert werden. Normalerweise übernehmen Rettungshubschrauber oder Fahrzeuge des Straßenrettungsdienstes wie Rettungswagen und Krankentransportwagen den Patienten an einem Übergabepunkt. Nur in Sonderfällen transportiert die Bergwacht Patienten ins Krankenhaus. Bergrettungsfahrzeuge werden auch für die Betreuung von Outdoor-Sportveranstaltungen oder als Notarztzubringer eingesetzt. Im Rahmen der Strategie "nächstes freies Einsatzfahrzeug" können sie von der Rettungsleitstelle auch für "normale" Notfälle alarmiert werden, ähnlich einem First-Responder. Dies ist oft der Fall, wenn Bergrettungsfahrzeuge in Tourismusschwerpunkten in der Natur weit entfernt von der nächsten regulären Rettungswache stationiert sind und dadurch einen Zeitvorteil bei der Anfahrt zum Notfallort haben.

## Besatzung
Qualifikation und Anzahl der Besatzung sind nicht gesetzlich geregelt und hängen vom jeweiligen Einsatz und vom Standort ab. Die Bergretter haben regelmäßig Dienstprüfungen absolviert, die ihre Qualifikation sicherstellen. In vielen Bergwachten sind Rettungssanitäter oder Rettungsassistenten Teil der Besatzung.

## Technik

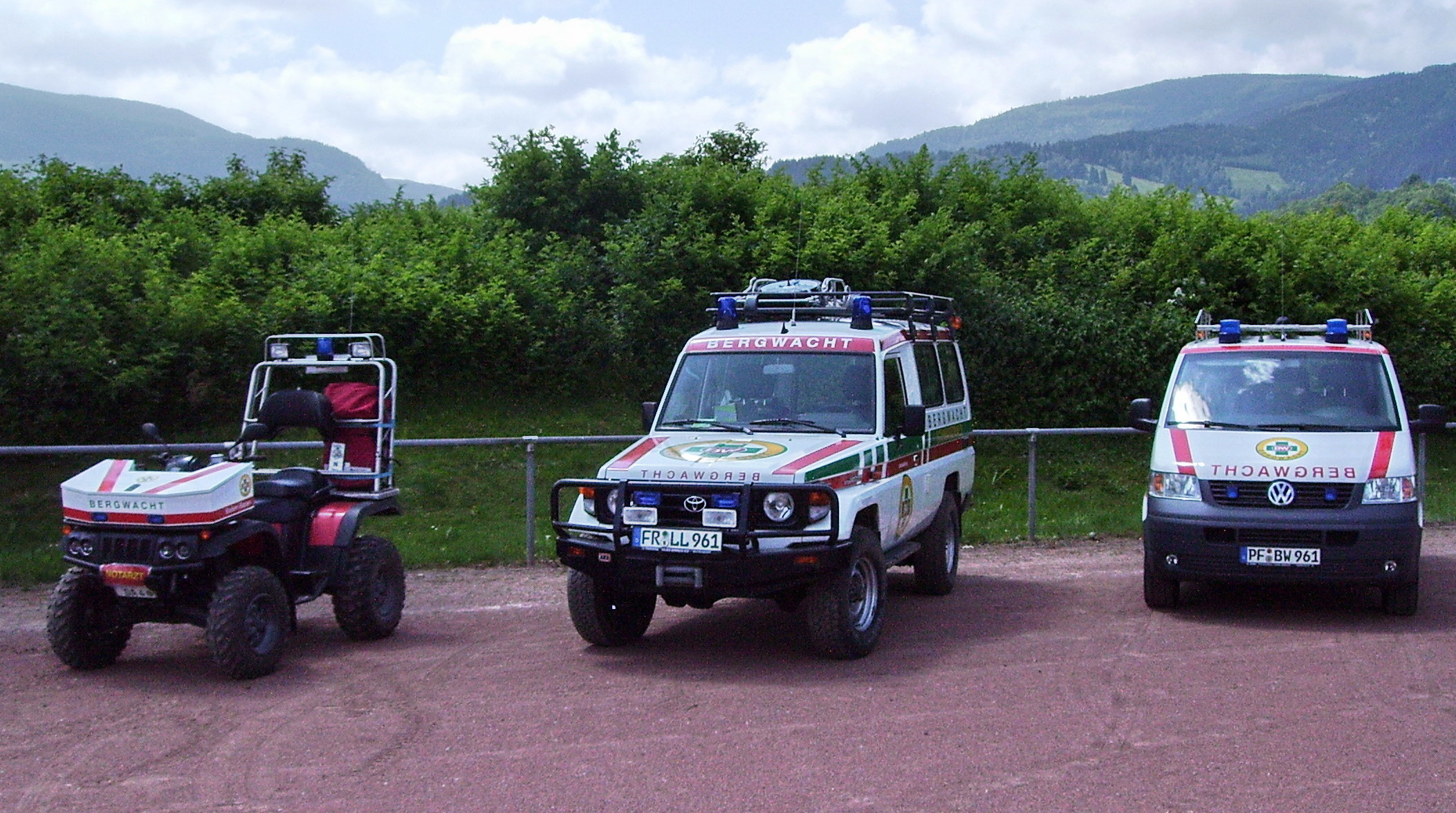
Bergwachtfahrzeuge: ATV, Geländewagen, VW-Bus

### Verwendete Fahrzeugtypen
Bergrettungsfahrzeuge sind meist mit Allradantrieb ausgestattet, um sich bei schlechten Bedingungen wie im Winter oder im Gelände fortbewegen zu können. Je nach Bedarf werden unterschiedliche Modelle angeschafft. Wenn Mannschaften regelmäßig über längere Strecken transportiert werden, sind allradgetriebene Kleinbusse wie VW-Bus oder Sprinter verbreitet, Geländewagen wie der Toyota Land Cruiser oder Mercedes-Geländewagen bieten eine noch bessere Geländegängigkeit, aber weniger Zuladungsmöglichkeit und Komfort. Motorschlitten und Pistenraupen werden im Winter in schneesicheren Gebieten eingesetzt, ATVs können ganzjährig eingesetzt werden; im Winter werden spezielle Raupensätze für Fahrten im Schnee montiert.

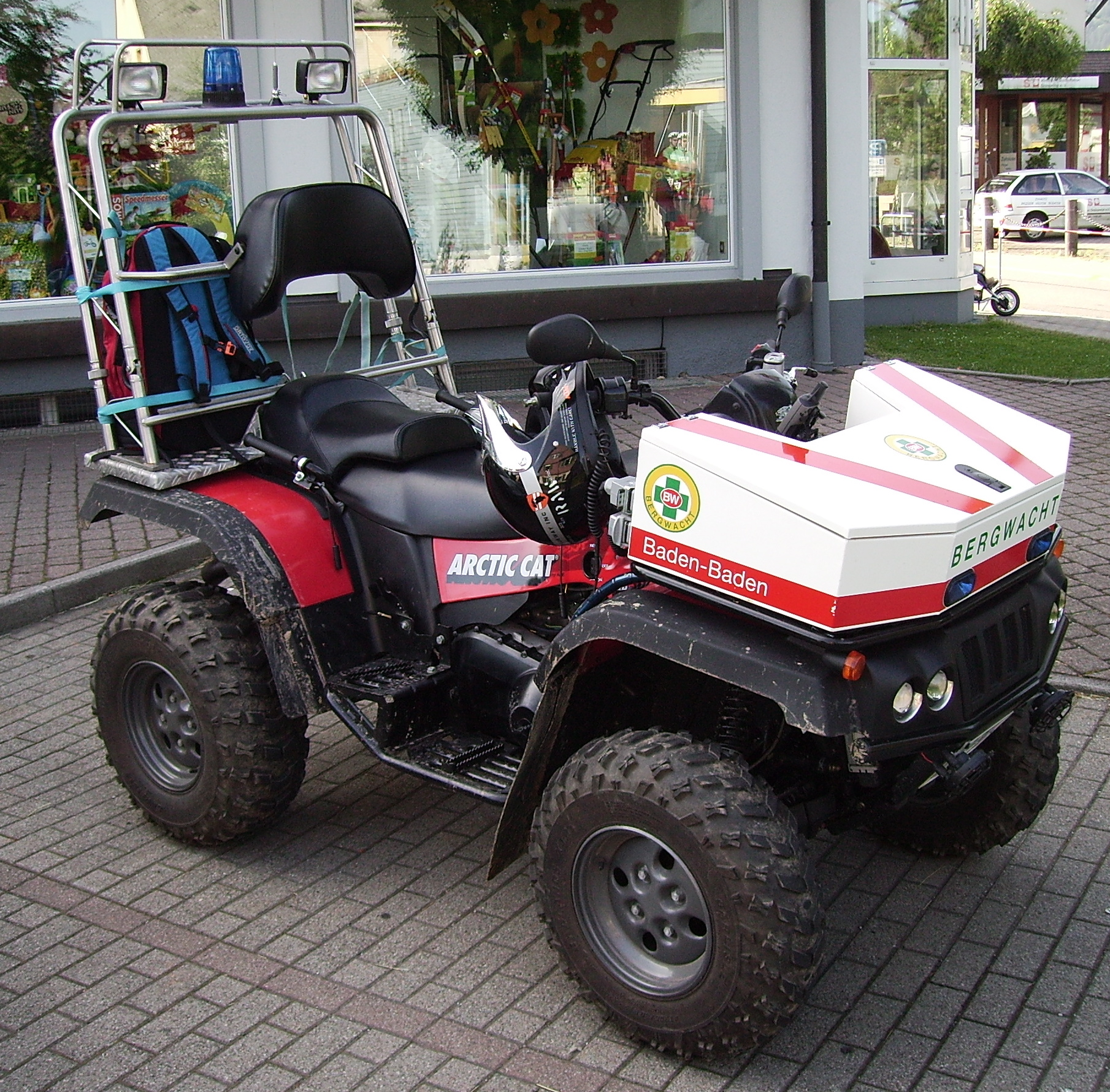
Rettungs-ATV der Bergwacht Schwarzwald

### Normung
Eine Normung für Bergrettungsfahrzeuge gibt es nicht. Allerdings können sie als Behelfskrankenwagen zugelassen werden und müssen in diesem Fall mit einer Krankentrage samt Halterung ausgestattet sein.

### Farbgebung
Die Farbgebung ist von der jeweiligen Organisation abhängig. Verbreitet ist weiß als Grundfarbe. Dies ist kostengünstiger als eine Sonderlackierung. Die Farbgebung wird oft mittels Klebefolien erreicht.

## Ausstattung

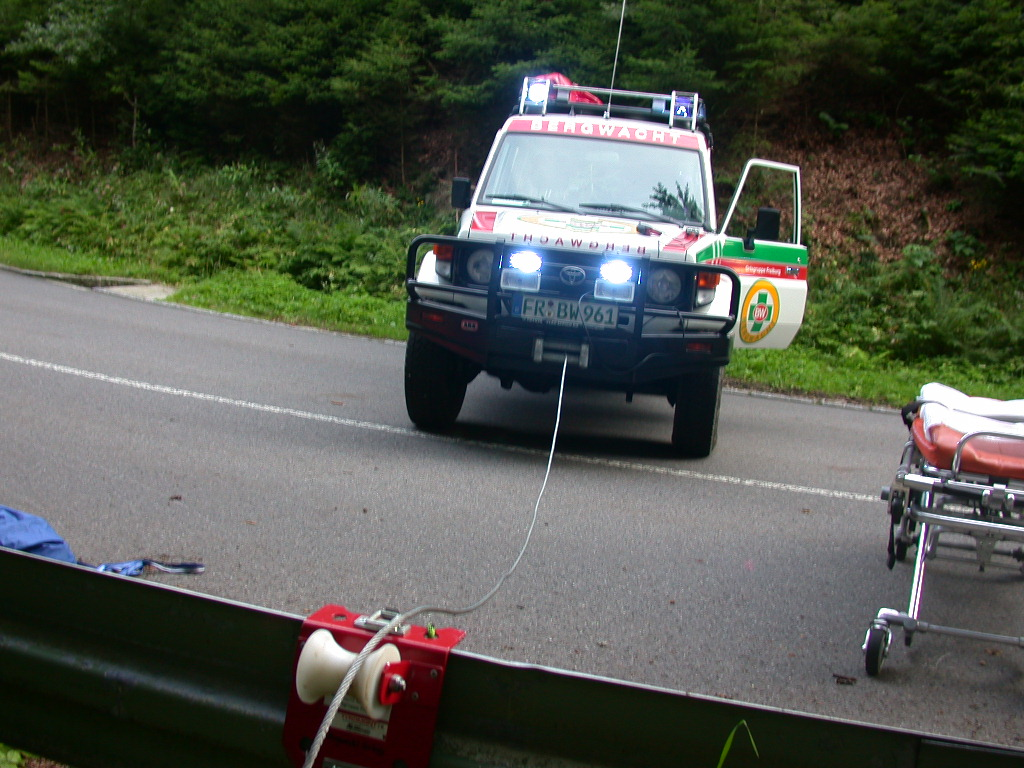
Seilwinde an Toyota im Einsatz

Die Ausstattung von Fahrzeugen des Bergrettungsdienstes ist unterschiedlich und von lokalen Gegebenheiten abhängig. Normalerweise ist eine Grundausstattung für technische Rettung und medizinische Hilfe verfügbar. Die Fahrzeuge verfügen über BOS-Funk und eigene Funkrufnamen. Oft werden neben fest eingebauten auch tragbare Funkgeräte verwendet. Diese können in Halterungen eingerastet werden, welche der Aufladung des Akkus und einer besseren Sende- und Empfangsleistung über eine externe Antenne dienen.

### Fahrzeugtechnik
Bergrettungsfahrzeuge sind in der Regel mit Sondersignalanlage (blaue Rundumkennleuchte und Folgetonhorn) ausgestattet. Bei Motorschlitten oder Rettungs-ATVs, die primär auf Skipisten unterwegs sind, werden teilweise (zusätzlich oder alternativ) gelbe Rundumkennleuchten und Intervallhupen wie bei Pistenraupen verwendet. Neben dem Allradantrieb sind teilweise elektrische Seilwinden für unwegsames Gelände vorhanden, welche – mit besonderen Sicherungsvorkehrungen wie Fangstoßdämpfern bzw. Kraftbegrenzern – auch für Patientenrettung verwendet werden können. Außenlautsprecher, Anhängerkupplung, Zusatzscheinwerfer, Navigationsgeräte erweitern die Einsatzmöglichkeiten. Eine batteriebetriebene Standheizung ist bei kalten Außentemperaturen hilfreich. Oft sind besonders stabile, begehbare Dachgepäckträger für das Material und Zustiegsleitern montiert. Eine Anschlussmöglichkeit an das Stromnetz ermöglicht den Einsatz von Motorvorwärmung, Batterieladeerhaltung und weiterer Verbraucher (beispielsweise Akkuladeeinheiten für Funkgeräte und Defibrillatoren) während der Standzeiten des Fahrzeugs.

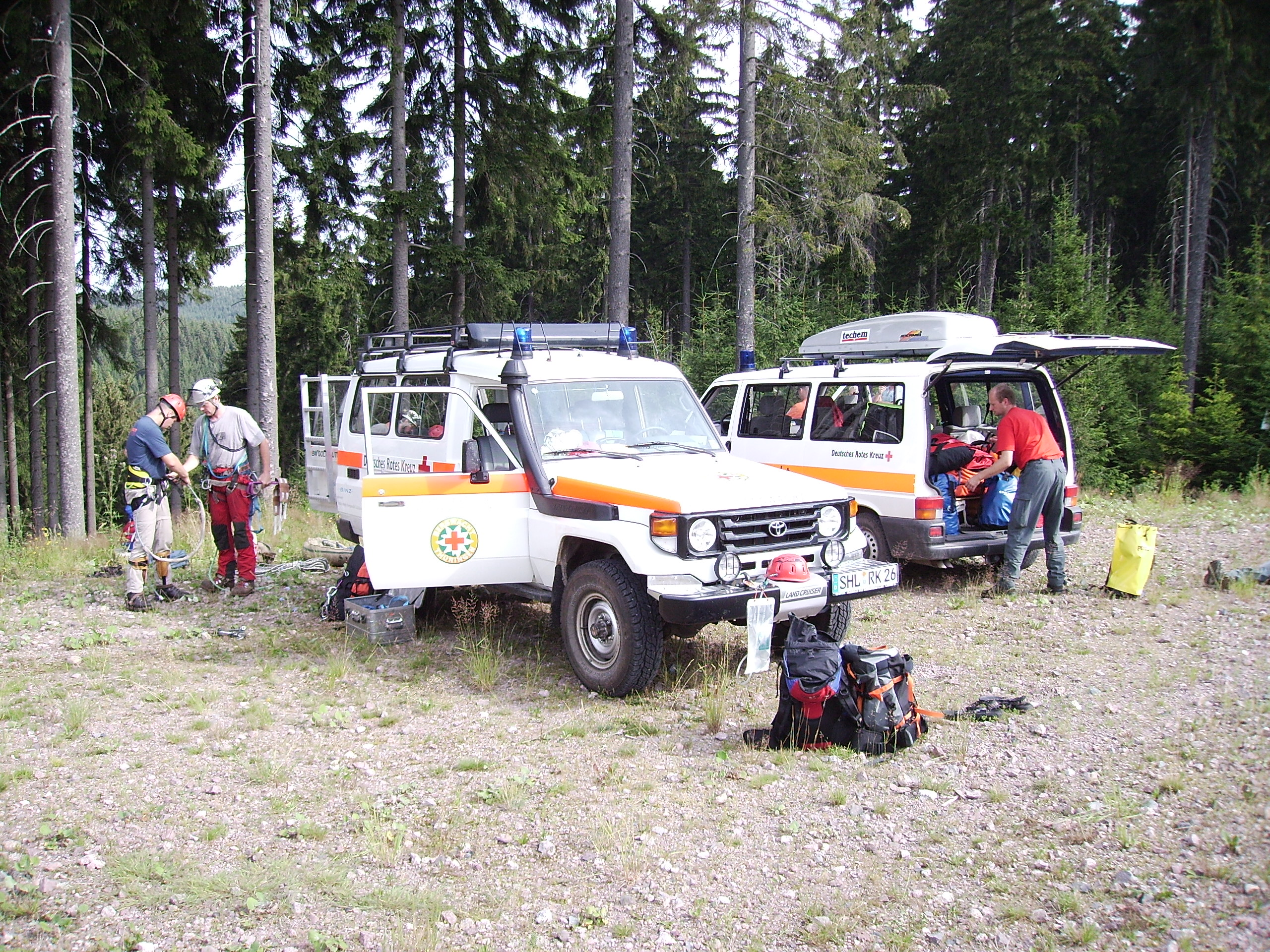
Fahrzeuge der Bergwacht Thüringen

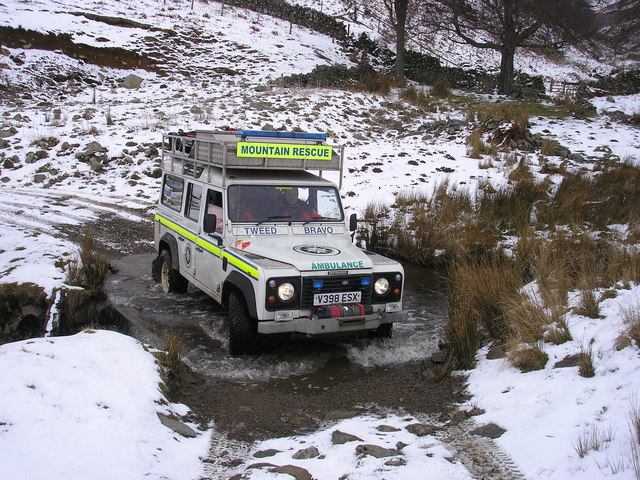
Ein Land Rover der schottischen Bergwacht (Mountain Rescue)

### Rettungsmaterial
In Bergrettungsfahrzeugen wird generell Material zur Rettung aus unwegsamem Gelände vorgehalten. Dies sind neben Seilen, Sicherungstechnik (Karabiner etc.) und Flaschenzügen auch Hilfsmittel zur Rettung aus Bäumen. Mit einer Faserseilwinde kann ein Patient abgelassen oder aufgezogen werden. Gebirgstrage und Akia erleichtern den Transport. Ein Rettungs- bzw. Bergesack schützt den Verletzten vor Kälte und dient – wie der Rettungssitz – neben der terrestrischen Rettung auch der Luftrettung. Patienten können mit Wärmedecken, die an den Kühlwasserkreislauf angeschlossen sind, vor der Kälte geschützt werden. Hilfsmittel zur Bergung von Toten wie Leichensäcke sind meist ebenfalls vorhanden.

### Medizinische Ausrüstung
Da Verletzte nicht nur gerettet und abtransportiert, sondern auch medizinisch versorgt werden müssen, führen Bergrettungsfahrzeuge grundsätzlich notfallmedizinische Ausrüstung mit. In der Regel ist ein Notfallrucksack vorhanden, der auch im unwegsamen Gelände gut getragen werden kann. Seine Ausstattung orientiert sich an rettungsdienstlichen Standards (vergleichbar den Rucksäcken im Krankentransportwagen beziehungsweise Rettungswagen) und ist auf den Einsatz im Gelände optimiert. Teilweise wird ein kleinerer Rucksack zur Erstversorgung genutzt, ein größerer kann zur erweiterten Versorgung nachgeführt werden. Ein tragbares, nicht allzu schweres EKG mit Defibrillator und Pulsoxymetrie dient der Überwachung des Patienten und der schnellen Intervention bei Herzkammerflimmern. Schaufeltrage und Vakuummatratze helfen bei Rettung, Immobilisation und Transport des Patienten. Teilweise werden auch Spineboards und höhenrettungstaugliche Rettungskorsetts mitgeführt.